# Ајова Парк (Тексас)
Ајова Парк (енгл. Iowa Park) град је у америчкој савезној држави Тексас. По попису становништва из 2010. у њему је живело 6.355 становника.

## Демографија
Према попису становништва из 2010. у граду је живело 6.355 становника, што је 76 (1,2%) становника мање него 2000. године.
| Група             | 2000.         | 2010.         |
| Белци             | 6.036 (93,9%) | 5.804 (91,3%) |
| Афроамериканци    | 17 (0,3%)     | 27 (0,4%)     |
| Азијати           | 24 (0,4%)     | 34 (0,5%)     |
| Хиспаноамериканци | 230 (3,6%)    | 368 (5,8%)    |
| Укупно            | 6.431         | 6.355         |